# Германски археологически институт
Германският археологически институт (на немски: Deutsches Archäologisches Institut, DAI) е международна научноизследователска институция. Тя е основана в Рим през 1829 г. Instituto di corrispondenza archeologica. Днес институтът е част от Федералното външно министерство на Германия със седалище в гр. Берлин. Има над 350 служители, работещи на 20 места по света. Те извършват теренни археологически проучвания и изследвания в областта на археологията, античността и културно-историческото наследство.
Германският археологически институт разполага с многобройни извънщатни членове в страната и чужбина, които се избират от централното ръководство на института. Повечето от тях имат статут на член-кореспонденти на Германския археологически институт.

## История
Германският археологически институт е създаден в период, когато археологията постепенно започва да се утвърждава като самостоятелна научна дисциплина. По това време вече съществуват утвърдени археологически дружества, като например ‘‘Accademia Etrusca’’.
На 2 януари 1829 г. археологът Едуард Герхард, пруският пратеник в Рим Кристиан Карл Йосиас фон Бунзен, хановерският шарже д’афер Аугуст Кестнер, Карло Феа и датският скулптор Бертел Торвалдсен отправят призив за основаване на дружеството Instituto di corrispondenza archeologica. Учредяването се състои на 21 април същата година – символично съвпадащо с митичния рожден ден на град Рим. Пруският престолонаследник, по-късно крал Фридрих Вилхелм IV, подкрепя инициативата в качеството си на патрон.
Първи президент на института става френският посланик в Кралство Неапол – херцог дьо Блакас д’Аулп. Управлението на институцията в началото е поверено на няколко секретари. След смъртта на херцога през 1839 г., през 1841 г. за президент е избран принц Клеменс фон Метерних. След неговата кончина през 1859 г. институтът временно преустановява своята дейност. Сред видните основатели на тази първа международна археологическа институция са и Ото Магнус фон Щакелберг, както и Теодор Панофка.
Първоначалната мисия на института е да събира, документира и публикува археологически открития от областта на класическата археология – с акцент върху гръцката и римската античност. Наред с това, се публикуват и артефакти от Египет и Близкия изток.
Още от основаването си институтът има два типа членство:
- Първата категория включва член-кореспонденти (socii), които формират международна научна мрежа от изтъкнати специалисти. За целта се създават секции в Италия, Германия, Франция и Англия. Особено активна е парижката секция, която през първите години се ръководи от херцог дьо Луин.
- Втората категория обхваща пълноправни членове (membri), които се ангажират с текущата дейност на института. Те имат задължение да допринасят с лични научни разработки и участват в процеса на одобряване на публикациите. По същество тази йерархична структура се запазва и до днес.

За времето си основаването на “Instituto di corrispondenza archeologica” представлява истински пробив в развитието на археологическата наука. За пръв път започва систематичното публикуване на значими археологически паметници, обединени в периодичното издание “Bullettino degli Annali dell’Instituto di Corrispondenza Archeologica”. Основана е и богата специализирана библиотека, която е достъпна за всички изследователи, както и редовни публични лекции и научни дискусии. Тези дейности превръщат Римския институт в един от водещите археологически центрове в Европа и в образец при създаването на редица национални институти, особено в средиземноморския регион и Близкия изток.
През 1833 г. Едуард Герхард е назначен за директор на Кралския музей в Берлин. По същото време започва да се проявява стремежът за засилване на националните интереси на Прусия, което води до постепенна трансформация на института и до ограничаване на неговия интернационален характер. През 1836 г. е построена първата, сравнително скромна, сграда на института – на територията на пруското посолство на хълма Капитолий в Рим.
От 1842 г. секретарите на института започват да получават възнаграждение за труда си, а Министерството на културата на Прусия поема финансирането на неговата дейност. Първоначално управителният съвет и Централната дирекция включват международно участие, но от 1848 г. нататък в тях работят само германски граждани.
През 1871 г. Институтът за археологическа кореспонденция официално е превърнат в пруска държавна институция. Три години по-късно, през 1874 г., тя получава ново име: “Германски императорски археологически институт” (Kaiserlich Deutsches Archäologisches Institut).
След преобразуването на института в императорска институция през 1874 г. е открит негов клон в Атина, който, подобно на римския отдел, също има за цел да описва и публикува археологическа информация свързана с паметниците от древността. Първоначално дейността на Атинския институт се фокусира върху провеждане на теренни археологически изследвания и топографски проучвания. В Рим подобни изследвания започват да се провеждат едва след Втората световна война.
През 1902 г. променящите се условия довеждат до основаването на “Римско-германската комисия” (РГК), като, под влияние на историцизма в науката, интересът се променя от художествено-историко-филологическата ориентация на археологията към емпиричната експертиза, основаваща се на резултатите от теренни археологически проучвания. Целта е да се създаде организация, която да бъде дом на по-новите археологически дисциплини от праисторията до ранната история, както и развитие на т. нар. „провинциална“ римска археология. Тогава е предвидено РГК да се превърне в център за археологически проучвания в Германия, каквито до тогава се провеждат от регионалните институции за опазване паметниците на културата, Асоциациите на антиките и Комисията за Лимеса на Райха. Подобно на института в Италия, и този не провежда целенасочени археологически проучвания, но участва в реализирането на проектите в Халтерн и Трир.
Във връзка със стогодишнината си Германския археологически институт се разширява значително. Открит е отдел за изследвания на Египет в Кайро, който обединява няколко предишни германски организации. Открива се отделът и в Истанбул, а през 1943 год – и в Мадрид.

## Статус
Германският археологически институт е част от отдел към Федералното външно министерство на Федерална република Германия. Институцията има самостоятелно, академично самоуправление. Това е една от институциите, играещи важна роля за провеждане на германската културна, образователна и външна политика. Много често Германският археологически институт играе ролята на посредник в междуправителствени взаимоотношения. Той поддържа връзки с много научни организации по света. Негови членове са не само немски археолози, но и известни чуждестранни изследователи. За членство в Германския археологически институт не се кандидатства. Мястото там е избираемо. Приемането на член-кореспондент или на пълноправен член се счита за специална чест и израз на професионално признание.
Германският археологически институт има свои филиали в много страни, където се провеждат археологически и културно-исторически изследвания, често в сътрудничество с учени от приемащите страни. Традиционно Средиземноморският регион и Близкият изток са основните области на неговите проучвания.
Германският археологически институт провежда теренни археологически проучвания, организира редица изследователски експедиции и участва в изпълнението на други проекти. От 2009 г. изгражда центрове за върхови постижения в сферите на научните изследвания и образованието, част от Инициативата за външна научна политика на Германия. Това е една от водещите международно признати изследователски организации в Германия. За да поддържа този си стандарт, институтът получава специално финансиране за научни изследвания по програмата Genshagen на Федералното правителство на Германия.
Една от целите на института е да осигури по-комплексно възприемане на понятието култура, което да допринесе за диалога между различните култури. Институтът е призван да допринася за изграждане на позитивната репутация на Германия пред света, особено чрез осъществяване на безкористни изследвания на други култури, както и организиране на научен обмен с други нации.

## Структура[11]

### Централно управление
В централната сграда на Германския археологически институт се намира на ул. Подбилскиалее в гр. Берлин, район Дахлем. Там са офисите на президента, генералния секретар, както и администрацията му.

### Ръководни органи
Германският археологически институт се ръководи от президент. От 2011 г. това е Фридерике Флес, първата жена президент. От 2014 г. главен секретар на института е Филип фон Румел. Той представлява президента на института по въпросите свързани с: организацията на научните изследвания и научната политика на института. Президентът координира и организира централното ръководство на института.

### Органи на управление
Институтът се управлява от Управителен съвет (Verwaltungsrat), в чийто състав влизат председателят, главният секретар, както и директорите на отделите и комисиите към института. Управителният съвет отговаря за административното ръководство и координацията на дейностите на различните структури в рамките на института.
Бордът на директорите (Direktorium) е научно-стратегическият орган на института. Той разработва общите научни концепции и изследователската стратегия на институцията, както и формулира и приема основните организационни разпоредби.

### Отдели, офиси и изследователски центрове[13]
Германският археологически институт има следните отдели:
- Отдел „Евразия“ на Германския археологически институт (Eurasien-Abteilung des Deutschen Archäologischen Instituts) (Berlin), директор Свенд Хансен (Svend Hansen), зам. директор Майке Вагнер (Mayke Wagner)[14]
- Клон на Германския археологически институт в Техеран, Иран, под ръководството на Джудит Томалски (Judith Thomalsky)
- Клон на Германския археологически институт в Пекин, Китай, под ръководството на Майке Вагнер (Mayke Wagner)
- Отдел Ориент на Германския археологически институт (Берлин) под ръководството на Маргарете ван Ес (Margarete van Ess) и заместник – Симоне Мюл (Simone Mühl)
- Клон на Германския археологически институт в Дамаск, Сирия, под ръководството на Клаудия Бюриг (Claudia Bührig)
- Клон на Германския археологически институт в Сана, Йемен, под ръководството на Ирис Герлах
- Клон на Германския археологически институт в Багдад, Ирак, действащ ръководител е Маргарете ван Ес (Margarete van Ess)
- Германски археологически институт в Атина, Гърция, под ръководството на Катя Шпорн, заместник – Оливер Пилц[15]
- Германски археологически институт в Истанбул, Турция, под ръководството на Феликс Пирсон, заместник – Мориц Кинзел[16]
- Германски археологически институт в Кайро, Египет, под ръководството на Дитрих Рауе, заместник – Ралф Боденщайн[17]
- Германски археологически институт в Мадрид, Испания, под ръководството на Дирче Марзоли, заместник – Феликс Арнолд[18]
- Изследователски център на Германския археологически институт в Лисабон, Португалия
- Германски археологически институт в Рим – Римски отдел, Италия, под ръководството на Ортуин Дали, заместник – Норберт Цимерман[19]

### Главни секретари
- Александър Цонзе (Alexander Conze) (1887 – 1905)
- Отто Пухщайн (Otto Puchstein) (1905 – 1911)
- Ханс Драгендорф (Hans Dragendorff) (1911 – 1922)
- Герхард Роденвалдт (Gerhart Rodenwaldt) (1922 – 1926)

### Президенти
- Герхард Роденвалдт (Gerhart Rodenwaldt) (1926 – 1932)
- Теодор Виганг (Theodor Wiegand) (1932 – 1936)
- Мартин Шеде (Martin Schede) (1938 – 1945)
- Карл Вайкерт (Carl Weickert) (1947 – 1954)
- Ерих Беерингер (Erich Boehringer) (1954 – 1960)
- Курт Бител (Kurt Bittel) (1960 – 1972)
- Вернер Кремер (Werner Krämer) (1972 – 1980)
- Едменд Бухнер (Edmund Buchner) (1980 – 1988)
- Хелмуд Кирилайс (Helmut Kyrieleis) (1988 – 2003)
- Херман Парцингер (Hermann Parzinger) (2003 – 2008)
- Ханс-Йахим Гехрке (Hans-Joachim Gehrke) (2008 – 2011)
- Фредерике Фес (Friederike Fless), първата жена президент (от 2011)[20]

### Научни организации – комисии
- Римо-германската комисия във Франкфурт на Майн под ръководството на Керстин П. Хофман
- Изследователски център в Инголщат (1984 – 2015)
- Изследователски център в Будапеща към Унгарската академия на науките (от юни 2016 г.)
- Комисия за стара история и епиграфика в Мюнхен под ръководството на Кристоф Шулер и Рудолф Хаенш
- Комисия за археология на неевропейските култури (KAAK), бивша „Комисия за обща и сравнителна археология“ (KAVA) в Бон под ръководството на Jörg Linstädter
- Commission for Archaeology of Non-European Cultures – Изследователски център с ръководител Christina Franken

Комисиите имат научни консултативни съвети, чиито членове преди са били избирани за неограничен период от време. Сега същите се избират с мандат максимум от 10 години.

## Български учени, член-кореспонденти на Немкия археологически институт
- проф. Хенриета Тодорова
- проф. Иван Гацов
- доц. Христо Попов